# Зустрічі (фільм)
«Зустрічі» (рос. «Встречи») — радянський художній телефільм 1978 року, знятий студією «Лентелефільм».

## Сюжет
В основі телефільму — три розповіді: «Зустріч» Валентина Распутіна, «Прохолодне сонце осені» Юрія Трифонова і «Ганчірки» С. Нікітіна.
В оповіданні Трифонова «Прозоре сонце осені» зустрічаються два колишніх однокурсника, випускника Інституту фізкультури. Один став великим чиновником від спорту, живе в столиці, виїжджає в закордонні відрядження. Інший виховує хлопців в тайговій глушині. І кожен потайки шкодує іншого, вважаючи невдахою.
В оповіданні Распутіна «Зустріч» колишній фронтовик, а тепер знатний колгоспник зустрічається зі своїм першим коханням. Він і зараз любить її, хоча одружений. А вона не може забути свого чоловіка, який загинув на війні.
Герой розповіді Нікітіна «Ганчірки» незадоволений неробством і порожнечею своєї дружини і дочки. І коли у дочки з'являється наречений, простий скромний хлопець, він відмовляє його одружитися на неробі, яка не любить його.

## У ролях
- Кирило Лавров — Микола, механік, передовик («Зустріч»); Аркадій Галецький, вчитель фізкультури в Чижмінському лісовому технікумі, тренер юнацької футбольної команди («Прохолодне сонце осені»); батько, вчений («Ганчірки»)
- Лариса Мальованна — Ганна, доярка, передовик («Зустріч»)
- Аркадій Волгін — Анатолій Миколайович Величкін, адміністратор столичної волейбольної команди («Прохолодне сонце осені»)
- Андрій Толубєєв — Володимир Андрійович, письменник, наречений («Ганчірки»)
- Альбіна Федеряєва — епізод
- Людмила Ксенофонтова — матір («Ганчірки»)
- Ольга Агєєва — Інга (Маша), дочка вченого («Ганчірки»)
- Валерій Доронін — приятель дочки («Ганчірки»)
- Валентина Єгоренкова — офіціантка («Прохолодне сонце осені»)
- Ізіль Заблудовський — приятель дочки («Ганчірки»)
- Олег Пальмов — Марат, тренер столичної волейбольної команди («Прохолодне сонце осені»)
- Ільгіз Булгаков — приятель дочки («Ганчірки»)

## Знімальна група
- Режисер — Олександр Бєлінський
- Оператор — Роман Черняк
- Композитор — Валерій Гаврилін
- Художник — Микола Субботін